# Arturo Merino Benítez
Arturo Merino Benítez (Chillán, 17 de mayo de 1888-Santiago, 2 de mayo de 1970) fue un militar chileno, considerado prócer de la aviación de su país y fundador de la Fuerza Aérea de Chile (FACh), institución de la cual fue su primer comandante en jefe. Fundador de la Línea Aérea Nacional (LAN), en reconocimiento a su destacado trabajo en el desarrollo de la aeronáutica de su país, el principal aeropuerto de Chile lleva su nombre. Perteneció a la Logia «Deber y Constancia» N.º 7 de la Gran Logia de Chile, donde alcanzó el grado de Maestro Masón.

## Biografía

### Vida militar
Hijo de Pedro Merino Feliú y doña Clorinda Benítez Labbé, inició sus estudios en el Liceo de Hombres de Chillán, para posteriormente ingresar en 1903 como cadete a la Escuela Militar del Libertador Bernardo O'Higgins donde egresó como teniente del Ejército de Chile en 1908. Rápidamente subió de rango a capitán en 1913, gracias a sus buenas evaluaciones. Tras varias asignaciones en diversos regimientos del país, Merino Benítez fue enviado en 1922 a Brasil como oficial agregado de la embajada chilena. Durante su estadía en Río de Janeiro, Merino Benítez comenzó a desarrollar su interés por la aeronáutica militar, conociendo la obra de Alberto Santos Dumont y recibiendo al capitán Diego Aracena tras realizar el vuelo más largo en América Latina hasta la fecha.
Una vez de regreso a Chile, Merino entró a los servicios aéreos en la Escuela de Aeronáutica Militar, dependiente del Ejército. En abril de 1926 es asignado como director de la Escuela de Aeronáutica Militar y en abril de 1928 asumió como primer director de la recién creada Dirección de Aviación del Ejército. Esta designación, sumada al apoyo del presidente Carlos Ibáñez del Campo, le permitieron llevar a cabo sus ideas sobre lo que debía ser y significar la aviación en Chile, tanto militar, como civil y comercial.

### Historial militar
Su historial de ascensos en el Ejército de Chile es el siguiente:
- 13 de abril de 1903: Cadete de la Escuela Militar del Libertador Bernardo O'Higgins
- 13 de febrero de 1908: Teniente 2.º (Artillería)
- 16 de febrero de 1910: Teniente 1.º (Artillería)
- 24 de febrero de 1913: Capitán
- 26 de febrero de 1924: Mayor
- 29 de diciembre de 1926: Teniente coronel

Con fecha 6 de junio de 1930, pasa a la Fuerza Aérea de Chile dependiente de la Subsecretaría de Aviación, dejando de pertenecer al Ejército.
- 11 de julio de 1930: Comandante de Escuadrilla (equivalente a teniente coronel)
- 1 de septiembre de 1930: Comandante de Grupo (equivalente a Coronel)
- 12 de octubre de 1931: Director de la Escuela de Aviación del Capitán Manuel Ávalos Prado
- 1 de septiembre de 1932: Comodoro del Aire (equivalente a General de Brigada, actualmente corresponde a General de Brigada Aérea)

### Desarrollo de la aviación en Chile
Otra de sus obras fue la fundación del Club Aéreo de Chile, en mayo de 1928, al cual le proporcionó la más estrecha y decidida colaboración de las Fuerzas Armadas para ir dando vida a los Clubes Aéreos a lo largo del país, con el fin de promover la aviación entre la juventud y las personas que no tenían recursos para acercarse a esta disciplina.
Dentro de sus grandes realizaciones estuvo la creación de la Línea Aero-Postal Santiago-Arica en 1929. En diciembre de ese año, creó el servicio aeropostal a Puerto Montt y el llamado Servicio Experimental Aéreo a Aysén, un servicio fundamental para mantener la soberanía chilena en el territorio de Aysén y que permitió conectar puestos fronterizos como Futaleufú, Alto Palena, Balmaceda y Cochrane. Estos servicios posteriormente serían unificados para dar origen a la Línea Aérea Nacional (LAN), la primera aerolínea chilena y una de las más antiguas del mundo.

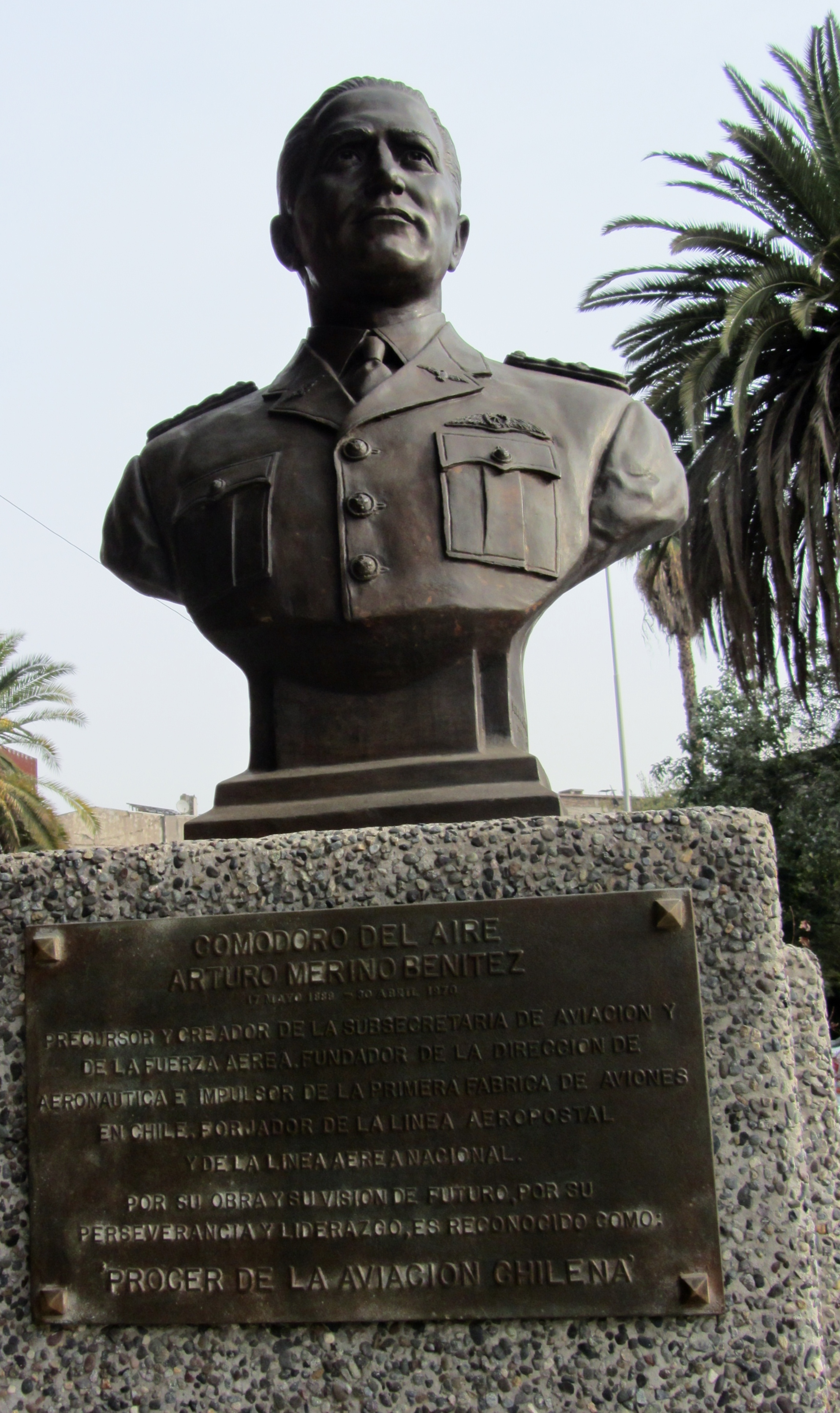
Busto de Merino Benítez a la entrada del edificio Diego Portales, cuando este aún pertenecía al Ministerio de Defensa

Al mismo tiempo y ante la falta de cartografía apropiada para la aeronáutica, dispuso la creación del Gabinete de Fotogrametría Aérea el 12 de julio de 1930, iniciativa de largo plazo tendiente a formar un capital de fotos aéreas que permitiera posteriormente, en conjunto con el Instituto Geográfico Militar, producir cartografía más exacta de Chile. El Gabinete daría origen posteriormente al actual Servicio Aerofotogramétrico “General Juan Soler Manfredini”.
Dentro de sus actividades para fomentar la conectividad aérea del país, realizó él mismo varias rutas con el fin de confirmar su facitiblidad técnica. Fue el primero en aterrizar en San Pedro de Atacama, el aeródromo a mayor altitud en esa época, e intentó crear la ruta hacia la región de Magallanes. Para esta última hazaña, Merino Benítez realizó la ruta en cuatro tramos entre Puerto Montt, Puerto Aysén, Puerto Natales hasta llegar a Punta Arenas el 27 de enero de 1930, demostrando la factibilidad de la ruta. Sin embargo, un viaje de reconocimiento en el avión Junckers N.º 7 sufrió un accidente el 7 de febrero en el sector de Aguas Frescas, cerca de la isla Dawson, en la costa oriental del estrecho. Los pilotos intentaron acuatizar la nave y mantenerla a flote, sin éxito. Aunque Merino y parte importante de la tripulación logró sobrevivir hasta el rescate, el capitán Alberto Fuentes, el telegrafista Luis Soto y el fotógrafo Alfredo Moreno fallecieron.

### Comandante en Jefe de la Fuerza Aérea de Chile

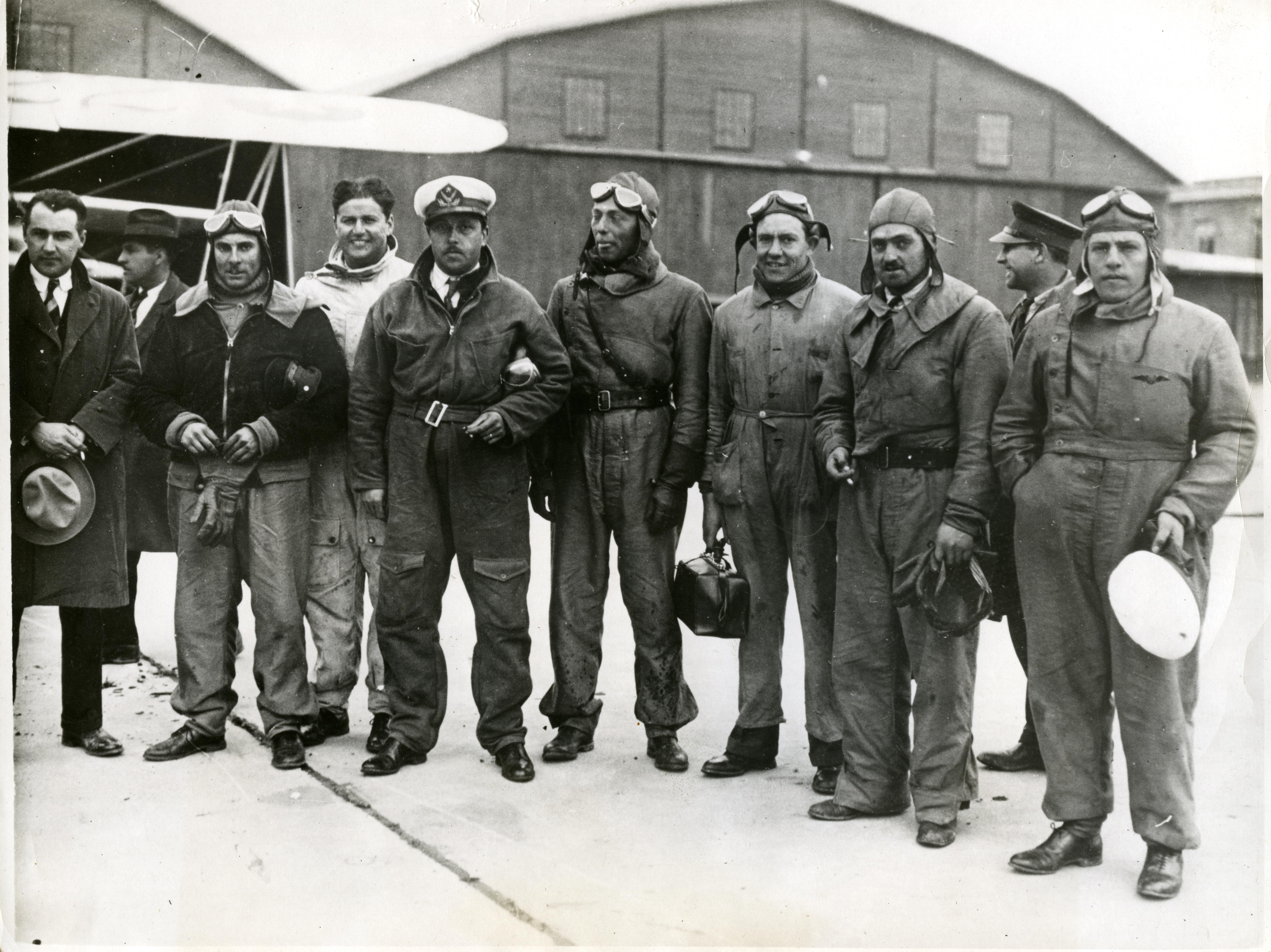
Oficiales de la Fuerza Aérea Nacional en 1931.

Merino Benítez fue uno de los principales impulsores de la unificación de los departamentos aeronáuticos existentes en el Ejército y la Armada. El 21 de marzo de 1930, el presidente Carlos Ibáñez del Campo promulgó el decreto que crea la Fuerza Aérea Nacional y la Subsecretaría de Aviación, a partir de los organismos dependientes de los ministerios de Guerra y de Marina, concretando la unificación propuesta y convirtiendo a Chile en uno de los primeros países del mundo en realizar dicha acción. Merino Benítez fue designado como primer subsecretario de Aviación, quedando a cargo de la nueva Fuerza Aérea. En septiembre de 1930 fue nombrado comandante de Grupo, la mayor posición dentro de la recién creada institución.
Merino Benítez estuvo activamente relacionado con la política, siendo muy cercano al presidente Ibáñez. Cuando este abandonó el cargo en julio de 1931, Merino Benítez dejó muy pronto su posición en la Fuerza Aérea Nacional. En medio de la crisis política de 1932, Merino Benítez apoyó a los rebeldes de la Base Aérea El Bosque que, liderados por el comandante Marmaduke Grove, propiciaron el golpe de Estado del 4 de junio. El nuevo gobierno instauró la República Socialista y Merino Benítez fue reincorporado en la FAN con el recién creado rango de comandante en jefe.
Sin embargo, el gobierno duró apenas unos días. Merino Benítez, junto a otros militares, exigieron la renuncia de la junta militar mientras varios regimientos se sublevaban. Los líderes de la junta, incluyendo Grove, fueron apresados y exiliados a la isla de Pascua. Una nueva junta fue formada, esta vez liderada por el civil Carlos Dávila. Merino Benítez inició un proceso de limpieza de la Fuerza Aérea de aquellas personas asociadas al grovismo y al alessandrismo, incluyendo a Diego Aracena. El 2 de septiembre del mismo año fue ascendido a comodoro del Aire, rango equivalente al de general.
El gobierno de Dávila, sin embargo, se fracturó al poco tiempo: el 13 de septiembre, los comandantes de las tres ramas de las Fuerzas Armadas —junto a Merino Benítez estaban el contralmirante Carlos Jouanne y el general Luis Otero Mujica— se manifestaron contrarios a los cambios propuestos por Dávila, quien decidió dejar el cargo de presidente provisional del país en manos del general Bartolomé Blanche, ministro del Interior y uno de los líderes de la revolución. El comodoro rechazó la propuesta y expresó su deseo de crear una nueva junta formada por los tres comandantes; sin embargo, Jouanne y Otero no se sumaron a la idea. En conflicto con las otras dos ramas y sintiendo que estaba en desventaja, Merino pidió crear un Ministerio del Aire que se sumara a los de Guerra y de Marina para compensar la situación. Tampoco tuvo éxito, por lo que se dirigió a El Bosque y se declaró en rebeldía en la madrugada del 14.
Blanche ordenó que la Escuela de Infantería, los regimientos Tacna y Maturana y el batallón de Comunicaciones rodearan la base aérea, ante lo cual los rebeldes decidieron escapar con una treintena de aviones hacia la Base Aérea de Quintero, para luego continuar hasta la posta aérea de Ovalle. En dicha ciudad, tropas del regimiento Arica y de carabineros lograron capturar a Merino Benítez, 40 oficiales y 30 mecánicos, desarticulando la rebelión. A nivel nacional, las bases de El Bosque y Maquehue se rindieron rápidamente, mientras en Chamiza hubo algo de resistencia. Como resultado, Merino Benítez pasó a retiro el 16 de septiembre, siendo reemplazado en la comandancia de forma interina por Adirio Jessen. Con el fin de evitar una nueva rebelión, se estudió la disolución de la Fuerza Aérea, lo que finalmente no se llevó a cabo producto del fin del gobierno de Blanche y la elección de Arturo Alessandri Palma.

### Vida tras el retiro

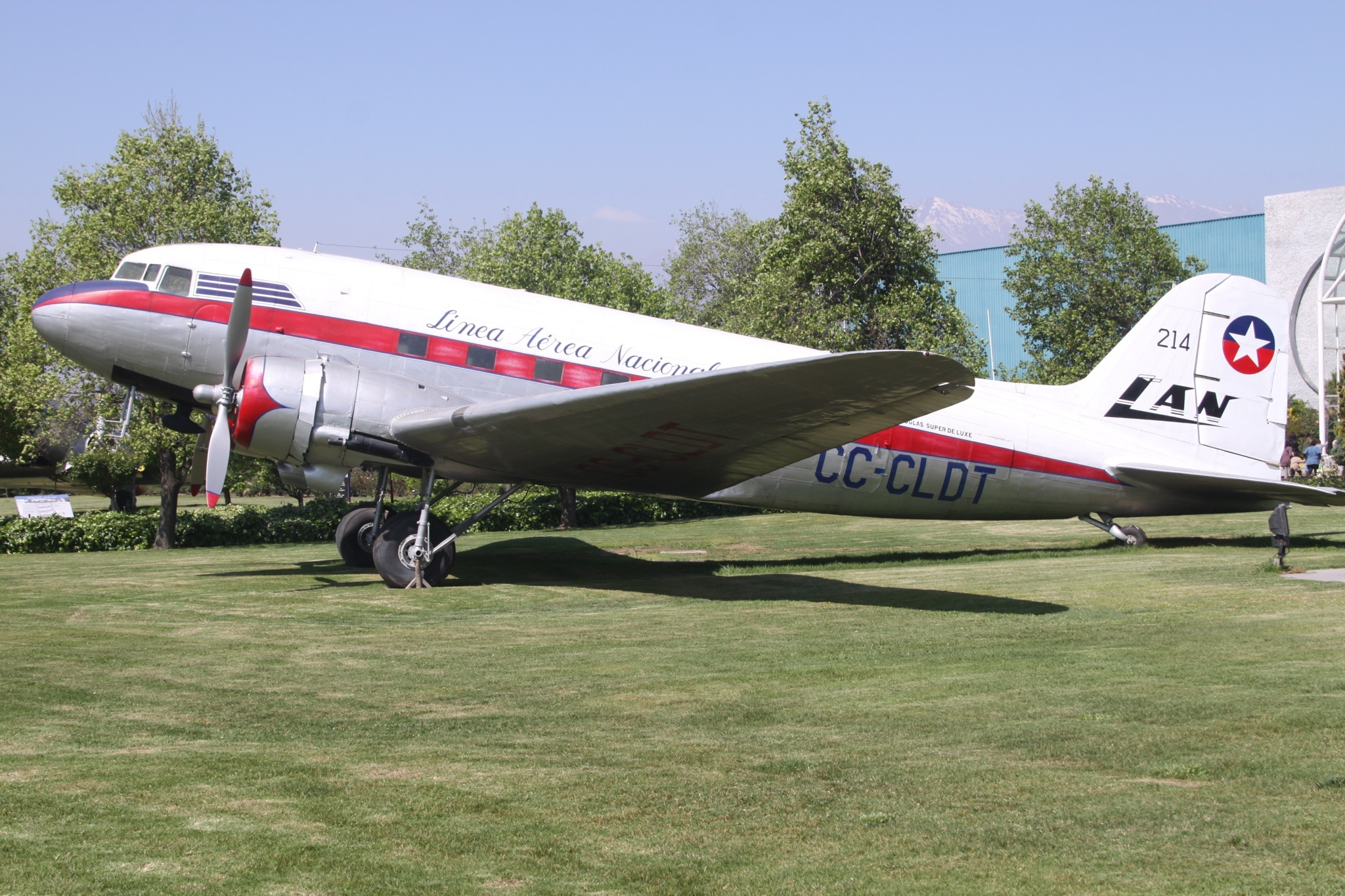
Un avión Douglas DC-3 de la Línea Aérea Nacional utilizado a mediados del

Tras su retiro, Merino Benítez se mantuvo relacionado con el mundo aeronáutico. El 21 de julio de 1932, la Línea Aérea Nacional había recibido su personalidad jurídica y se designó al comodoro como presidente de su consejo directivo. Luego de pasar a retiro, Merino presentó su renuncia al consejo al presidente electo Arturo Alessandri Palma, pero este la rechazó y le insistió en continuar a cargo de la empresa. Así, Merino Benítez ejerció hasta agosto de 1938, siendo clave en el desarrollo y consolidación de LAN como la primera aerolínea del país. Posteriormente, Merino Benítez regresó a la compañía como Vicepresidente Ejecutivo entre 1952 y 1954.
Considerado un nacionalista de izquierda, Merino Benítez fue un ferviente partidario del socialista Salvador Allende. En la elección de 1964, el comodoro incluso organizó una concentración en el Teatro Baquedano para apoyar la candidatura presidencial de Allende bajo el lema "La familia militar junto a Allende". En el evento, Merino Benítez dijo: "Defenderemos su triunfo, que será el triunfo de la nación entera [...] sólo Allende es garantía de que se harán grandes cambios en Chile".

Nadie duda de la necesidad de efectuar cambios profundos en nuestros hábitos políticos y administrativos, a fin de poner término a la fuga de nuestras riquezas y poder mejorar la triste condición cultural y económica en que vive nuestro pueblo. Y, ¿quién puede ofrecernos mayores garantías que el senador Allende que, por más de 30 años, se ha mantenido leal y convencido junto a las ideas socialistas, que significan un más justo reparto de las riquezas, para hacer menos pobres a los pobres?
Arturo Merino Benítez, 15 de agosto de 1964

Allende, sin embargo, fue derrotado en las urnas por Eduardo Frei Montalva. Tras la campaña, Merino Benítez recibió la oferta de Baltazar Castro de postular a senador en las elecciones de 1965. Aunque el comodoro rechazó la propuesta, se manifestó en favor de ponerse «en franca campaña, utilizando la ocasión para demostrar al pueblo la necesidad que existe de formar una izquierda poderosa que responda a los ideales nacionalistas que nos guían».
La Fuerza Aérea le rindió un homenaje en vida el 21 de marzo de 1970, con motivo de cumplirse los 40 años de vida institucional. En una emotiva ceremonia, que contó con varios invitados extranjeros y un desfile aéreo y terrestre, el presidente Eduardo Frei Montalva condecoró al comodoro con una medalla de oro que tenía la inscripción: “Al insigne y primer Comandante en Jefe de la Fuerza Aérea de Chile. 1930-1970”.
Murió en su casa ubicada en el centro de Santiago, el 2 de mayo de 1970, a la edad de 82 años a causa de un derrame cerebral. Sus restos fueron enterrados en un mausoleo del Cementerio General de dicha ciudad.
Tras asumir la presidencia algunos meses después de la muerte del comodoro, Salvador Allende envió el 26 de abril de 1970 un proyecto de ley al Congreso Nacional para denominar como «General del Aire Arturo Merino Benítez» al entonces Aeropuerto de Pudahuel, inaugurado unos años antes con el fin de funcionar como nuevo aeropuerto para Santiago. El proyecto no logró avanzar durante el gobierno de Allende, siento retomado durante la dictadura militar liderada por Augusto Pinochet en 1980. El 13 de febrero de ese año, a través del decreto ley 3245 se designó oficialmente como Aeropuerto «Arturo Merino Benítez». A partir de 2010, diversos proyectos de ley han sido presentados al Congreso Nacional para cambiar el nombre del aeropuerto, reemplazando el de Merino Benítez por el del poeta Pablo Neruda, aunque aún sin éxito.

## Medallas y condecoraciones
- Legión de Honor (Caballero) ( Francia, 24 de octubre de 1929)
- Orden del Imperio Británico (Comandante, División Civil) ( Reino Unido, 2 de febrero de 1931)
- Orden del Cóndor de los Andes (Gran Oficial) ( Bolivia, 25 de julio de 1936)